# Spektrum autyzmu

Tęczowy symbol nieskończoności odzwierciedla różnorodność spektrum autyzmu

Spektrum autyzmu – szereg cech neurorozwojowych charakteryzujących się na ogół:
- trudnościami w inicjowaniu i utrzymywaniu relacji oraz komunikacji społecznej,
- powtarzalnym i nieelastycznym zachowaniem,
- intensywnymi zainteresowaniami,
- nietypowymi reakcjami na bodźce sensoryczne.

Powszechnie określa się je jako autyzm lub, w kontekście profesjonalnej diagnozy, jako zaburzenie ze spektrum autyzmu (ang. autism spectrum disorder – ASD), jednak ten ostatni termin pozostaje kontrowersyjny wśród rzeczników i badaczy neuroróżnorodności oraz wielu osób autystycznych, ze względu na użycie słowa zaburzenie i z powodu wątpliwości, co do jego użyteczności poza kontekstem diagnostycznym. Pierwsze oznaki rozwoju w spektrum autyzmu można zaobserwować we wczesnym dzieciństwie, choć nadal zdarza się, że osoba w rozwoju w spektrum autyzmu jest diagnozowana później lub dopiero w dorosłości, pod wpływem rosnących wymagań społecznych. U części osób z ASD mogą występować także niepełnosprawności w zakresie funkcjonowania intelektualnego lub umiejętności językowych. Do niedawna w diagnozie spektrum wyróżniano: autyzm dziecięcy, autyzm atypowy, zespół Aspergera, dziecięce zaburzenia dezintegracyjne i całościowe zaburzenie rozwoju. Wraz z wejściem w życie ICD-11 nie rozróżnia się dłużej tak zwanych rodzajów autyzmu, można postawić tylko diagnozę zaburzenia ze spektrum autyzmu (6A02).
W spektrum autyzmu znajduje się około 1% światowej populacji. W Europie liczbę takich osób szacuje się na 5 milionów.

## Zaburzenia należące do spektrum autyzmu

### Według ICD-11[3]
- 6A02 Zaburzenie ze spektrum autyzmu    
  - 6A02.0 Zaburzenie ze spektrum autyzmu bez zaburzenia rozwoju intelektualnego i z łagodnym lub bez upośledzenia języka funkcjonalnego
  - 6A02.1 Zaburzenie ze spektrum autyzmu z zaburzeniem rozwoju intelektualnego i z łagodnym lub bez upośledzenia języka funkcjonalnego
  - 6A02.2 Zaburzenie ze spektrum autyzmu bez zaburzenia rozwoju intelektualnego i z upośledzeniem języka funkcjonalnego
  - 6A02.3 Zaburzenie ze spektrum autyzmu z zaburzeniem rozwoju intelektualnego i z upośledzeniem języka funkcjonalnego
  - 6A02.5 Zaburzenie ze spektrum autyzmu z zaburzeniem rozwoju intelektualnego i brakiem obecności języka funkcjonalnego
  - 6A02.Y Inne określone zaburzenie ze spektrum autyzmu
  - 6A02.Z Zaburzenie ze spektrum autyzmu, nieokreślone

### Według ICD-10 (wyszło z użycia)
- F 84.0 autyzm dziecięcy
- F 84.1 autyzm atypowy

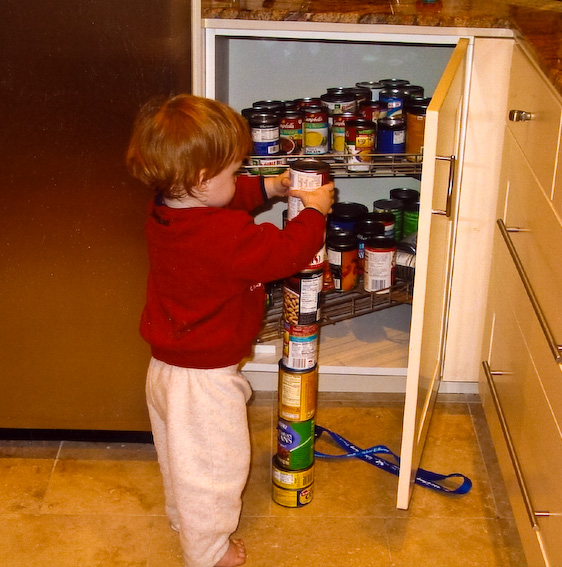
Obsesyjne ustawianie przedmiotów jeden na drugim lub w linii może być objawem autyzmu

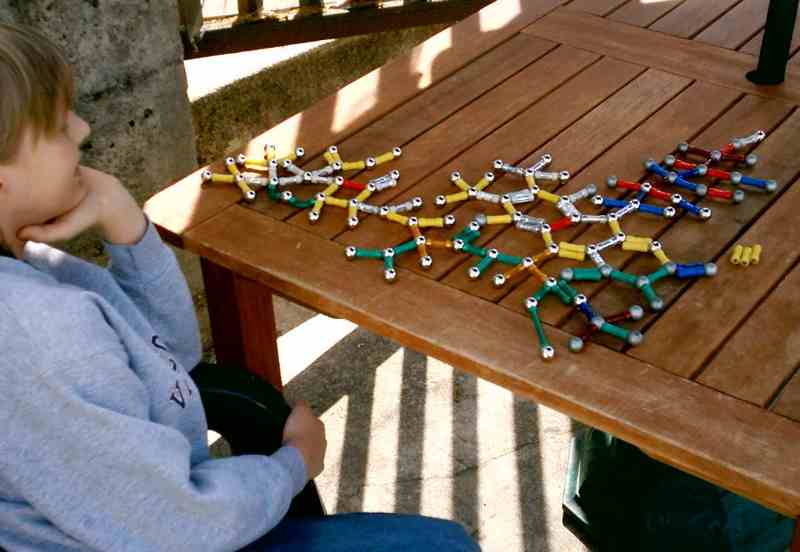
Osoby w spektrum autyzmu często wykazują intensywne zainteresowania (na zdjęciu model budowy cząsteczki)

- F 84.5 zespół Aspergera – AS (Asperger syndrome)

### Inne
- autyzm wysokofunkcjonujący – HFA (high-functioning autism)

## Pokrewne zaburzenia

### Według ICD-10
- F 81.9 upośledzenie zdolności niewerbalnego uczenia się – NLD (nonverbal learning disability/disorder)
- F 84.9 całościowe zaburzenie rozwoju – PDD-NOS

Objawy kliniczne podobne do zaburzeń ze spektrum autyzmu mogą być także powodowane przez:
- F84.2 zespół Retta
- Q99.2 zespół łamliwego chromosomu X
- F84.3 dziecięce zaburzenie dezintegracyjne
- F94.1 reaktywne zaburzenia przywiązania w dzieciństwie – RAD (reactive attachment disorder)
- F98.4 stereotypie ruchowe
- F90 zespół nadpobudliwości psychoruchowej z deficytem uwagi – ADHD
- F21 osobowość schizotypowa (w dzieciństwie)
- F20 schizofrenia (dziecięca)

Inne zaburzenia psychiczne i choroby, mogące mieć związek ze spektrum:
- F42 zaburzenia obsesyjno-kompulsyjne
- F95 tiki
- R48 dysleksja
- B58 toksoplazmoza (wrodzona)
- G80 mózgowe porażenie dziecięce
- G40-G41 padaczka

### Inne
- zaburzenie semantyczno-pragmatyczne – SPD (semantic-pragmatic disorder)
- zespół wielu złożonych zaburzeń rozwojowych – McDD (multiple-complex developmental disorder)
- hiperleksja
- podwyższone ryzyko myśli samobójczych[13] i samobójstwa[14][15]

## Powiązane zjawiska
- O wiele wyższa stopa bezrobocia[16][12]

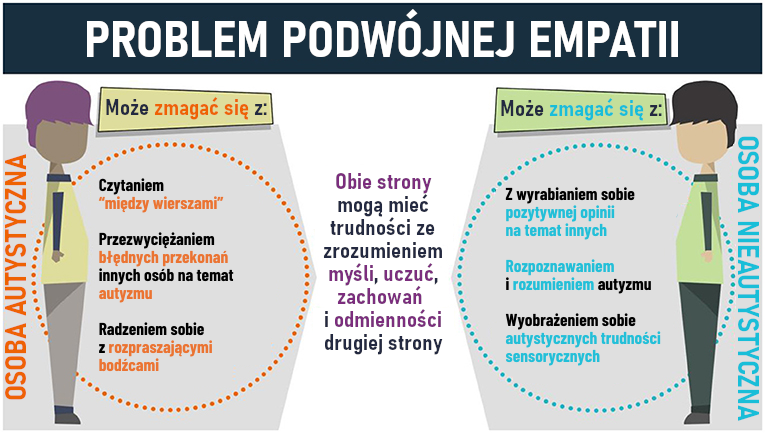
Ilustracja przedstawiająca problem podwójnej empatii

- Odrzucenie w kontaktach społecznych z neurotypowymi osobami spowodowane m.in. uznawaniem przez nich osób ze spektrum autyzmu za dziwne i nieatrakcyjne[17]
- Częstszy udział w przemocy w szkole, zarówno jako ofiary, jak i jako sprawcy[18]
- Trudności w związkach[19]
- Częstsze bycie zwalnianym z pracy[20]
- Rzadsze posiadanie potomstwa przez mężczyzn w spektrum autyzmu w porównaniu do kobiet w spektrum autyzmu i osób neurotypowych[21]
- Trudności z inicjacją seksualną u mężczyzn, częstsze zostawanie prawiczkiem do końca życia[22]

## Prawdopodobne przyczyny

Delecja (1), duplikacja (2) i inwersja (3) to aberracje chromosomowe związane z autyzmem

Prawdopodobnie u podłoża wszystkich zaburzeń ze spektrum autyzmu leżą defekty neurologiczne o nieznanej etiologii. Do wymienianych potencjalnych przyczyn ich powstawania należą:
- genetyczne – uwarunkowane genem EN2 na chromosomie 7, a także innymi genami znajdującymi się na chromosomach 3, 4, 11; naukowcy odkryli 20–30 genów odpowiedzialnych za powstawanie autyzmu[24]
- zaburzenia flory bakteryjnej jelit[25][26]

Przekazywana jest nie tyle podatność na autyzm, ile skłonność do wystąpienia spektrum zaburzeń: trudności przystosowania, cech osobowości, czy innych psychoz.
- wykazano, że istnieje korelacja pomiędzy wiekiem ojca powyżej 40 lat a zwiększeniem ryzyka wystąpienia autyzmu
- uszkodzenia centralnego układu nerwowego
- dziecięce porażenie mózgowe

### Autyzm a szczepienia
Mimo że rodzice mogą zauważyć pierwsze objawy autyzmu u swojego dziecka po pierwszych rutynowych szczepieniach, a obawy niektórych doprowadziły do zmniejszenia częstości stosowania szczepień u dzieci (tym samym zwiększając prawdopodobieństwo epidemii odry), wykazano brak związku pomiędzy stosowaniem szczepionki przeciwko odrze, śwince i różyczce a występowaniem autyzmu. Nie ma naukowych dowodów także na to, że tiomersal (w USA znany jako Thimerosal) występujący w szczepionkach może przyczynić się do wystąpienia autyzmu.

### Badania rodziców
Dr Eric Peterson z Uniwersytetu Kolorado w Denver porównał obrazy mózgu 40 rodziców autystycznych dzieci oraz 40 osób, których dzieci nie były autystyczne. Obraz mózgu rodziców autystycznych dzieci wykazywał niektóre szczególne cechy typowe dla autystów. Kora ruchowa mózgu i zwoje podstawy – struktury odpowiedzialne za planowanie ruchów i naśladownictwo – są powiększone w porównaniu ze strukturami przeciętnego człowieka. Z kolei sąsiedni obszar kory mózgu, odpowiedzialny na przykład za rozumienie wyrazu twarzy, jest mniejszy. Mniejszy jest też odpowiedzialny za koordynację ruchów móżdżek i płat czołowy, który pozwala rozumieć intencje innych osób. Wyniki tych badań mogą sugerować rodzinne uwarunkowanie występowania spektrum autyzmu.

## Terapia

### Podejścia psychospołeczne, rehabilitacyjne i wspomagające
Terapia zaburzeń ze spektrum autyzmu ma charakter kompleksowy i interdyscyplinarny. U dzieci oddziaływania opierają się na zasadach terapii behawioralnej (np. stosowanej analizie behawioralnej, SAZ), uwzględniają również ustalenia psychologii rozwojowej, kładą nacisk na dostarczanie interwencji w naturalnych warunkach i rozwój umiejętności związanych z interakcjami społecznymi. Podejścia te są zgrupowane pod nazwą naturalistycznych interwencji rozwojowo-behawioralnych (ang. naturalistic developmental behavioral interventions, NDBI). W wypadku małych dzieci wskazany jest udział rodziców w terapii; u starszych – pośredniczyć mogą rówieśnicy. Starsze, wysoko-funkcjonujące dzieci i młodzież mogą korzystać z treningów umiejętności społecznych i terapii poznawczo-behawioralnej na problemy związane z lękiem. Jeśli współwystępują inne zaburzenia (np. ADHD, zaburzenia zachowania, zaparcia, depresja, epilepsja, zaburzenia obsesyjno-kompulsyjne, dysmorfofobia czy zespół stresu pourazowego), to należy postępować zgodnie z typowymi wytycznymi leczenia dla nich. W wypadku zachowań trudnych zalecane jest podejście behawioralne (wykorzystujące funkcjonalną analizę zachowania), choć przed przeprowadzeniem interwencji należy ocenić wpływ czynników środowiskowych oraz zaburzeń współwystępujących na zachowanie dziecka. Dorosłym, bez znacznych trudności w nauce, zaleca się brać udział w (najlepiej) grupowych treningach umiejętności społecznych, zawodowych lub życiowych, a także terapię behawioralną przy zachowaniach trudnych.
Dowody na efektywność wspomnianych interwencji są mieszanej jakości, mimo to podejścia łączące psychologię behawioralną z rozwojową, naturalistyczne metody nauki oraz włączające rodziców (i rówieśników) w proces terapeutyczny są generalnie zalecane. Zwraca się jednak uwagę na potrzebę dalszych badań (szczególnie podłużnych). Nie jest też jasne, czy są bardziej efektywne niż inne interwencje o podobnej intensywności.
Dużym problemem w wypadku terapii autyzmu jest fakt, że promowanych jest wiele interwencji o kiepskim podłożu teoretycznym, których skuteczność nie jest potwierdzona w wiarygodny sposób. Przykładowo zarówno teoria opisująca popularną terapię integracji sensorycznej jak i dowody na efektywność są słabe. W wypadku niektórych interwencji – jak metody Opcji (Son-Rise) czy programu rozwoju relacji (RDI) – prawie nie prowadzi się badań. Wśród popularnych metod znajdują się nawet zdyskredytowane przez współczesną naukę (np. kinezjologia edukacyjna Dennisona i metoda Domana).
Brakuje również dowodów na skuteczność innych podejść sensorycznych. Dotyczy to m.in. treningów integracji słuchowej (np. Tomatisa lub Bérarda), metody kolorowych filtrów H. Irlen, używanych czasem w terapii IS, huśtawek lub koców i ubrań obciążeniowych, czy ćwiczeń wykorzystujących symulację dotykową (np. metoda Felicji Affolter). Podobnie jest z interwencjami, które stymulują czucie głębokie (zawijanie w maty gimnastyczne, ściskarki, „maszyna do przytulania” Grandin). Istnieją słabej jakości dowody na efektywność terapii masażem w wypadku problemów związanych z wrażliwością sensoryczną i innych symptomów ASD.
Nierzadko dzieciom z autyzmem proponuje się arteterapię, ale prawie nie ma badań sprawdzających jej efektywność. Brakuje również dowodów na to, by zajęcia teatralne były skuteczne – choć być może sprawdzą się jako forma treningu umiejętności społecznych u młodzieży z ASD. Możliwe, że muzykoterapia polepsza komunikację (i być może umiejętności społeczne), ale brakuje mocnych dowodów.
Brakuje dowodów na skuteczność interwencji psychoruchowych, jak metoda Millera (czy wspomnianych wcześniej metod Dennisona i Domana). Możliwe jednak, że generalnie aktywność fizyczna przynosi pozytywne skutki. Istnieją dowody (choć najczęściej niewysokiej jakości), że jogging, sztuki walki, jazda konna, pływanie, joga/taniec czy ćwiczenia relaksacyjne mogą pozytywnie wpływać na niektóre osiowe objawy autyzmu (nie jest jasne jaki typ aktywności jest najlepszy). Pomimo wspomnianego braku mocnych dowodów, aktywność fizyczna jest zalecana, ze względu na ogólnie pozytywny wpływ na zdrowie osób z ASD.
Niepewna jest kwestia interwencji wykorzystujących zwierzęta. W praktyce, najczęściej wykorzystuje się konie (w różnych formach terapii), psy (jako opiekunów lub w dogoterapii), świnki morskie oraz delfiny. Istnieją dowody (o mieszanej jakości metodologicznej) na pozytywne skutki terapii – najwięcej z nich dotyczy terapeutycznej jazdy konnej (ale już nie hipoterapii lub psychoterapii z udziałem koni). Nie jest jednak jasne, czy pozytywne efekty (np. bardziej skupiona uwaga czy zwiększona towarzyskość) w wypadku terapeutycznej jazdy konnej nie wynikają jedynie z atrakcyjności bodźca, jaki mogą stanowić zwierzęta dla dzieci. Zwraca się też uwagę na potencjalne wysokie koszty interwencji i zagrożenia wynikające z kontaktu ze zwierzętami. Szczególnie delfinoterapia stwarza ryzyko agresji ze strony delfinów i możliwość przenoszenia chorób między zwierzęciem a człowiekiem.
Wiele metod wykorzystuje relację (szczególnie rodzic-dziecko) w terapii, ale nie korzysta z podejścia behawioralnego (w odróżnieniu od opisanych powyżej NDBI). Grupa ta jest zróżnicowana: część z podejść jest ateoretyczna i w praktyce opiera się na spontanicznej interakcji z dzieckiem, inne korzystają z psychologii rozwojowej i mają ściśle określony program. Pomimo popularności wielu z nich, efektywność rzadko bywa badana. Praktycznie nie ma dowodów na skuteczność metody Opcji (Son-Rise) czy nauczania bez kar (ang. gentle teaching). Lepiej przedstawia się sytuacja oceny efektywności niektórych z rozwojowych interwencji społeczno-pragmatycznych (ang. developmental social pragmatic interventions), ale dowody ograniczają się najczęściej do pozytywnego wpływu na jakość interakcji między rodzicami i dziećmi.

### Podejścia biomedyczne i dieta
Wśród niektórych dzieci z ASD odnotowuje się różne problemy o charakterze patofizjologicznym, jak zaburzenia funkcji neuroprzekaźników (monoamin, jak dopamina, noradrenalina i serotonina; aminokwasowych, jak glutaminian i GABA; oraz cholinergicznych, jak acetylocholina), zaburzenia metaboliczne (kwasu foliowego, kobalaminy, tetrahydrobiopteryny, karnityny, redoks i metabolizmu mitochondriów), a także: zaburzenia immunologiczne, żołądokowo-jelitowe, snu czy epilepsję. Związek tych zaburzeń z autyzmem jest niejasny (nie wiadomo nawet, czy są przyczyną niektórych symptomów ASD czy skutkiem zaburzenia). Trwają badania nad terapiami celującymi w opisane problemy i choć niektóre dają obiecujące wyniki, to nadal potrzeba większej ilości dowodów naukowych, by móc rekomendować stosowanie którejś z nich.
Farmakoterapia (leki przeciwpsychotyczne, a dokładniej: rysperydon i arypiprazol) zalecana jest jedynie w przypadku utrzymujących się zachowań trudnych, choć proponowanych i badanych jest wiele innych leków. Czasem, w praktyce klinicznej, podawane są metylofenidat lub atomoksetyna w celu redukcji symptomów ADHD – jednak jakość badań z wykorzystaniem pacjentów z ASD nie zawsze jest wysoka. Nieliczne badania nad wykorzystaniem leków przeciwpadaczkowych, przy drażliwości i niepokoju, dają mieszane lub negatywne wyniki. Wyniki badań wskazują na brak przydatności leków z grupy SSRI (np. fluoksetyna, fluwoksamina i citalopram) przy terapii osiowych objawów autyzmu. Leki podawane są z nadzieją, że ograniczą powtarzalne zachowania i drażliwość, ale efekty są zróżnicowane.
Brakuje jednoznacznych dowodów na efektywność dożylnej terapii immunoglobulinowej (ang. intravenous immunoglobulin therapy) i metoda nie jest zalecana. Uznawane jest również stosowanie chelatacji w przypadku autyzmu; nie ma badań o wysokiej jakości, które uzasadniałyby stosowanie terapii. Zdarza się, że stosowane są substancje, które nie mają nawet potwierdzonego działania chelatującego. Brakuje też dowodów, które uzasadniałyby stosowanie tlenoterapii hiperbarycznej.
Znacząca część osób z ASD (być może nawet 47%) może mieć problemy gastryczne i jelitowe, ale ich związek z autyzmem jest niejasny. Nie powinny być one traktowane jako osiowy objaw ASD: generalnie nie stwierdza się związku pomiędzy występowaniem problemów żołądkowo-jelitowych a nasileniem autyzmu. W wypadku stwierdzonej nietolerancji glutenu (np. celiakii) stosowanie diety bezglutenowej jest zalecane. Obecnie nie ma jednak uzasadnienia dla stosowania diety w przypadku reszty populacji. Podobnie jest z dietą bezkazeinową. Nie ma dowodów na efektywność diety Feingolda, diety ketogenicznej (dieta wysokotłuszczowa i niskowęglowodanowa) i diety przeciwgrzybiczej (eliminacja pożywienia zawierającego drożdże lub składników pobudzających je do wzrostu) i jakiejkolwiek innej. Badane są również terapie wspomagające pracę układu trawiennego (np. podawanie probiotyków, enzymów trawiennych lub sekretyny), ale badania albo nie potwierdzają ich pozytywnego wpływu na objawy ASD, lub dają niejednoznaczne wyniki.
Nie wiadomo, czy suplementacja diety daje większe korzyści niż te, które przyniosłyby osobom bez ASD. Nie jest jasne, czy kwasy omega 3 wpływają na zmniejszenie niektórych symptomów autystycznych (mieszane wyniki badań przemawiające raczej na niekorzyść interwencji). Podobnie jest w wypadku metylokobalaminy (metylowana witamina B12) i L-karnityny (dwa badania o niewysokiej jakości) czy witaminą D3. Nie wygląda na to, by suplementacja witaminą B6 i magnezem wpływała na objawy ASD (mieszane wyniki). Dimetyloglicyna też zdaje się nie być efektywna (słabe dowody). Nie wiadomo, czy stosowanie preparatów multiwitaminowo-mineralnych daje jakieś dodatkowe korzyści osobom autystycznym. Nie wygląda na to, by N-acetylocysteina była przydatna (w badaniach nie potwierdza się jej efektywność, ale dowody są dość słabej jakości).

## Autyzm i tożsamości LGBTQ
Obecne badania wskazują, że wśród osób z autyzmem występuje wyższy odsetek osób identyfikujących się jako LGBTQ niż w populacji ogólnej.

### Seksualność
Początkowe twierdzenia, że osobom autystycznym brakuje popędu seksualnego lub potrzeb seksualnych, zostały uznane za błędny stereotyp. Twierdzenia te były wynikiem problemów metodologicznych. Nowsze badania wskazują, że większość osób z autyzmem wyraża zainteresowanie zarówno relacjami romantycznymi, jak i seksualnością.
Osoby autystyczne rzadziej identyfikują się jako heteroseksualne niż ich nieautystyczni rówieśnicy. Niektórzy próbują interpretować to jako część związku między autyzmem, poziomem hormonów w okresie prenatalnym i orientacją seksualną. Badania dotyczące orientacji seksualnej i autyzmu sugerują, że osoby z autyzmem częściej mają orientację homoseksualną bądź biseksualną w porównaniu z populacją ogólną. Badania wykazały również częstsze występowanie aseksualności wśród osób z autyzmem, chociaż w artykule przeglądowym z 2019 r. stwierdzono, że „ powinno to być interpretowane z ostrożnością, biorąc pod uwagę trudności w nawiązywaniu relacji społecznych u osób z zaburzeniami ze spektrum autyzmu”.

### Tożsamość płciowa
Pojawiają się wstępne dowody na to, że dysforia płciowa występuje częściej u osób z autyzmem. Wśród osób z autyzmem częściej niż w populacji ogólnej występuje różnorodność tożsamości płciowych lub nonkonformizm płciowy. Wielkość różnicy jest znacząco różna w zależności od metodologii badań, stąd nie można jej jednoznacznie określić.
Według wersji ósmej Standardów Opieki Zdrowotnej dla Osób Transpłciowych i Różnorodnych Płciowych opublikowanych przez World Professional Association for Transgender Health w sierpniu 2022 r., nie ma dowodów na to, że odmówienie osobom z zaburzeniami neurorozwojowymi dostępu do terapii afirmującej płeć ma jakiekolwiek uzasadnienie.

## Świadomość wiedzy o spektrum autyzmu
Świadomość społeczną buduje się na różnych płaszczyznach i różnymi metodami. Zalicza się do nich:
- kampanie społeczne
- konferencje naukowe
- funkcjonowanie szkół z oddziałami integracyjnymi
- organizacja świąt takich jak Światowy Dzień Świadomości Autyzmu[167], Autystyczny Dzień Dumy[168], czy też Europejski Tydzień Autyzmu[169][170] i Europejskie Dni Autyzmu[171]
- zawieranie wątków dotyczących spektrum autyzmu we fragmentach lub całej fabule filmów i seriali (np. The Good Doctor, Atypowy, Księgowy) oraz książek i innych dzieł kultury.